# Les Visiteurs du jour
Les Visiteurs du jour est une émission de variétés française présentée par Anne Sinclair et diffusée du 4 janvier au 25 juin 1982 sur TF1.
Destinée à remplacer l'émission Midi-Première, case du midi présentée depuis septembre 1968 par Danièle Gilbert, Les Visiteurs du jour ne parvient à rester à l'antenne que durant six mois.
L'émission est programmée au créneau horaire entre 11h50 et 12h40.

## Animateurs et animatrices

### Les présentateurs
- Du 4 janvier 1982 au 25 juin 1982 : Anne Sinclair